# Amir Tataloo
Pour les articles homonymes, voir Amir et Dva.
Amir Hossein Maghsoudloo (en persan : امیرحسین مقصودلو) connu comme Amir Tataloo (en persan : امیر تتلو), né le 21 septembre 1987 à Téhéran en Iran est un chanteur, compositeur et poète iranien.
Tataloo est le premier chanteur de R&B en Iran et il fait également partie de la première génération de la scène hip hop underground iranienne. Tataloo a été arrêté plusieurs fois alors qu'il vivait en Iran par les autorités de la République islamique. En 2021, Amir Tataloo sort l'album Fereshteh d' Universal Music Group . Il est le premier Iranien à collaborer avec Universal Music Group.

## Biographie
Amir Hossein Maghsoudloo, nom de scène Amir Tataloo, est né à Majidieh, Téhéran. En raison du travail de son père, Amir a passé ses années d'école primaire à Rasht. Après quelques années, il est retourné à Téhéran. En raison de la situation financière de sa famille, il décide de travailler et d'étudier simultanément. De 14 à 16 ans, il travailla dans un atelier de menuiserie, et de 16 à 18 ans travailla dans une épicerie. Après avoir terminé ses études secondaires, il a commencé à poursuivre la musique. Le début de sa carrière a commencé à peu près au même moment que d'autres musiciens bien connus de la musique underground persane.

## Carrière d'artiste
Tataloo a commencé sa carrière musicale en 2003 et a commencé par publier des chansons sur son blog personnel. Il a commencé comme musicien underground, et reste non autorisé par le Ministère de la Culture et de l'Orientation Islamique . Il a été décrit par le magazine Time  comme « Un rappeur avec tant de fans » et par Radio Free Europe/Radio Liberty  comme un artiste avec une « forte base de fans » parmi la jeunesse iranienne. Son style de musique a été décrit comme un « mélange flashy populaire de pop, de rap et de R&B ».
Il a sorti un single, « Manam Yeki az un Yazdahtam » (Je suis aussi l'un de ces onze joueurs), pour l' équipe nationale iranienne de football lors de la Coupe du monde de football 2014.
Lors des pourparlers nucléaires Iran/5+1 à Vienne en juillet 2015, il a sorti une chanson soutenant le programme nucléaire iranien. Le clip vidéo a été produit sur le navire de la marine iranienne Damavand. La chanson était la recherche Google la plus tendance en persan. Cette chanson est devenue une controverse instantanée en Iran, principalement pour les réformistes iraniens, qui ont comparé la chanson aux chansons de Mohammadreza Shajarian en soutien aux manifestations iraniennes en 2009.
En 2015, il a fréquenté le musée de la paix de Téhéran (en) et a été salué par les vétérans de la guerre Iran-Irak pour son clip, Shohada (Les Martyrs). Il a été présenté comme l'ambassadeur de la paix du musée,.
En 2018, après plusieurs arrestations par les autorités iraniennes et à défaut d'obtenir une licence d'activité musicale du ministère de la Culture et de l'Orientation islamique, Tataloo a quitté l'Iran et a immigré en Turquie. Le 6 décembre 2023, la Turquie le remet à l'Iran au poste-frontière de Bazargan (fa), où il est immédiatement arrêté et placé en garde à vue pour « propagation de la corruption (en) et de la prostitution ».
En mai 2024, en première instance, il est condamné à des « peines d’emprisonnement de longue et de courte durée ».
Le 19 janvier 2025, un tribunal iranien condamne en appel le rappeur iranien Amir Tatalou à la peine capitale, après avoir été reconnu coupable de «blasphème», a rapporté un média local.
«La Cour suprême a accepté le recours du procureur» contre une précédente peine de cinq ans d'emprisonnement, et «cette fois-ci l'accusé a été condamné à mort pour insulte au prophète» Mahomet, a rapporté le journal réformiste Etemad sur son site internet.